# Iconisma macrocera
Iconisma macrocera är en fjärilsart som beskrevs av Walsingham 1897. Iconisma macrocera ingår i släktet Iconisma och familjen förnamalar. Inga underarter finns listade i Catalogue of Life.